# Fürstenfeldbruck járás
Fürstenfeldbruck járás egy járás Bajorországban. Fürstenfeldbruck járás Dachau, München, Starnberg, Landsberg am Lech, München, Aichach-Friedberg és Friedberg járásokkal határos. Lakosainak száma 172 760 fő (1987. május 25.).

## Népesség
A járás népessége az elmúlt években az alábbi módon változott:
| Lakosok száma | 20 860 | 22 624 | 32 326 | 68 313 | 118 623 | 172 760 | 208 272 | 210 278 | 216 857 | 217 831 |
|               | 1871   | 1885   | 1925   | 1950   | 1970    | 1987    | 2013    | 2014    | 2016    | 2017    |